# Parerigone eristaloides
Parerigone eristaloides là một loài ruồi trong họ Tachinidae.